# Sangatissa albipars
Sangatissa albipars är en fjärilsart som beskrevs av Moore 1884. Sangatissa albipars ingår i släktet Sangatissa och familjen Eupterotidae. Inga underarter finns listade.